# UFC on ESPN: Whittaker vs. Gastelum
UFC on ESPN: Whittaker vs. Gastelum (även UFC on ESPN 22 och UFC Vegas 24) var en MMA-gala anordnad av UFC. Den ägde rum 17 april 2021 vid UFC APEX i Las Vegas, NV, USA.

## Bakgrund
Huvudmatchen var en mellanviktsmatch mellan före detta mellanviktsmästaren Robert Whittaker och Kelvin Gastelum.

## Ändringar
Huvudmatchen var ursprungligen bokad mellan Robert Whittaker och Paulo Costa men 16 mars 2021 drog sig Costa ur på grund av ett kraftig influensa och ersattes av Gastelum.
På matchdagen informerade Drakkar Klose via sociala media att han efter invägningsceremonin, där Jeremy Stephens knuffat honom, känt hur han tappat känseln i händerna och hur nacken låst sig. Sedan hade han vaknat upp med migrän eller huvudvärk dagen efter och det var inte möjligt för honom att gå sin match. Den delade huvudmatchen mellan Klose och Stephens ströks från kortet sent samma dag som galan gick av stapeln.

### Invägning
Vid invägningen strömmad via Youtube vägde utövarna följande:
1. ↑  Innan invägningen enades de två om att göra om matchen till catchvikt 139 lbs, men matchen fick strykas ändå, då de två vägde in med 11 punds (c:a 5 kg) viktskillnad.[5]
2. ↑  Cortez missade vikten och fick böta 20 % av sin purse till motståndaren.[6]
3. ↑  Matchen struken samma dag som galan då Klose inte kunda ställa upp efter skador ådragna vid invägningsceremonin.[3]

## Resultat
1. ↑   Ett regelvidrigt, oavsiktligt knä i skrevet från Espino avslutade matchen i förtid och den dömdes utifrån den matchtid som gått.[7]

### Bonusar
Följande MMA-utövare fick bonusar om 50 000 USD vardera:
- Fight of the Night: Robert Whittaker vs. Kelvin Gastelum
- Performance of the Night: Tony Gravely och Gerald Meerschaert